# Aderus ivoirensis
Aderus ivoirensis es una especie de coleóptero de la familia Aderidae. Fue descrita científicamente por Maurice Pic en 1942.

## Distribución geográfica
Habita en Costa de Marfil.